# Faïence de Lille

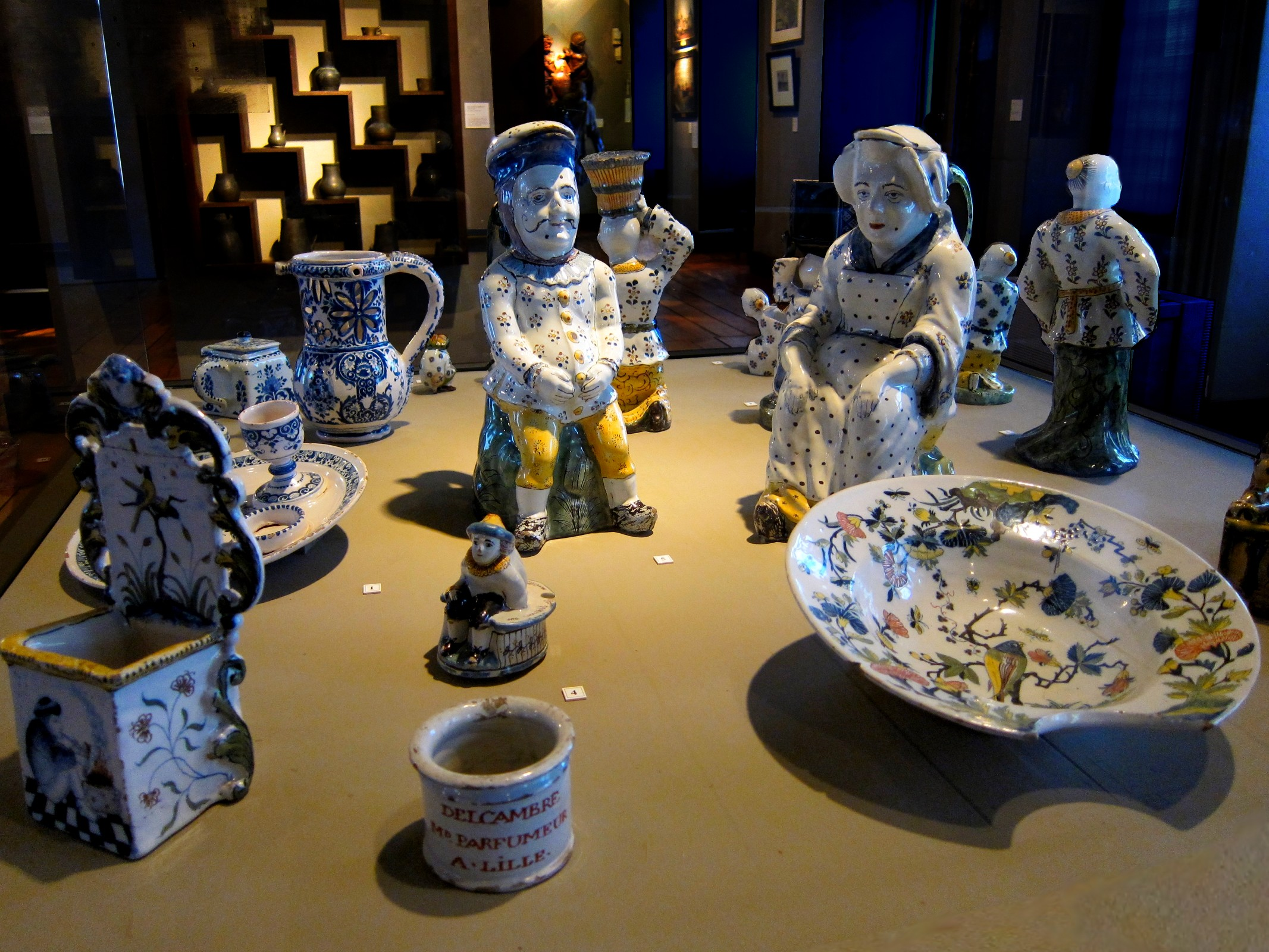
Faïences de Lille, dont les pots Jacquot et Jacqueline, Lille, musée de l'Hospice Comtesse.

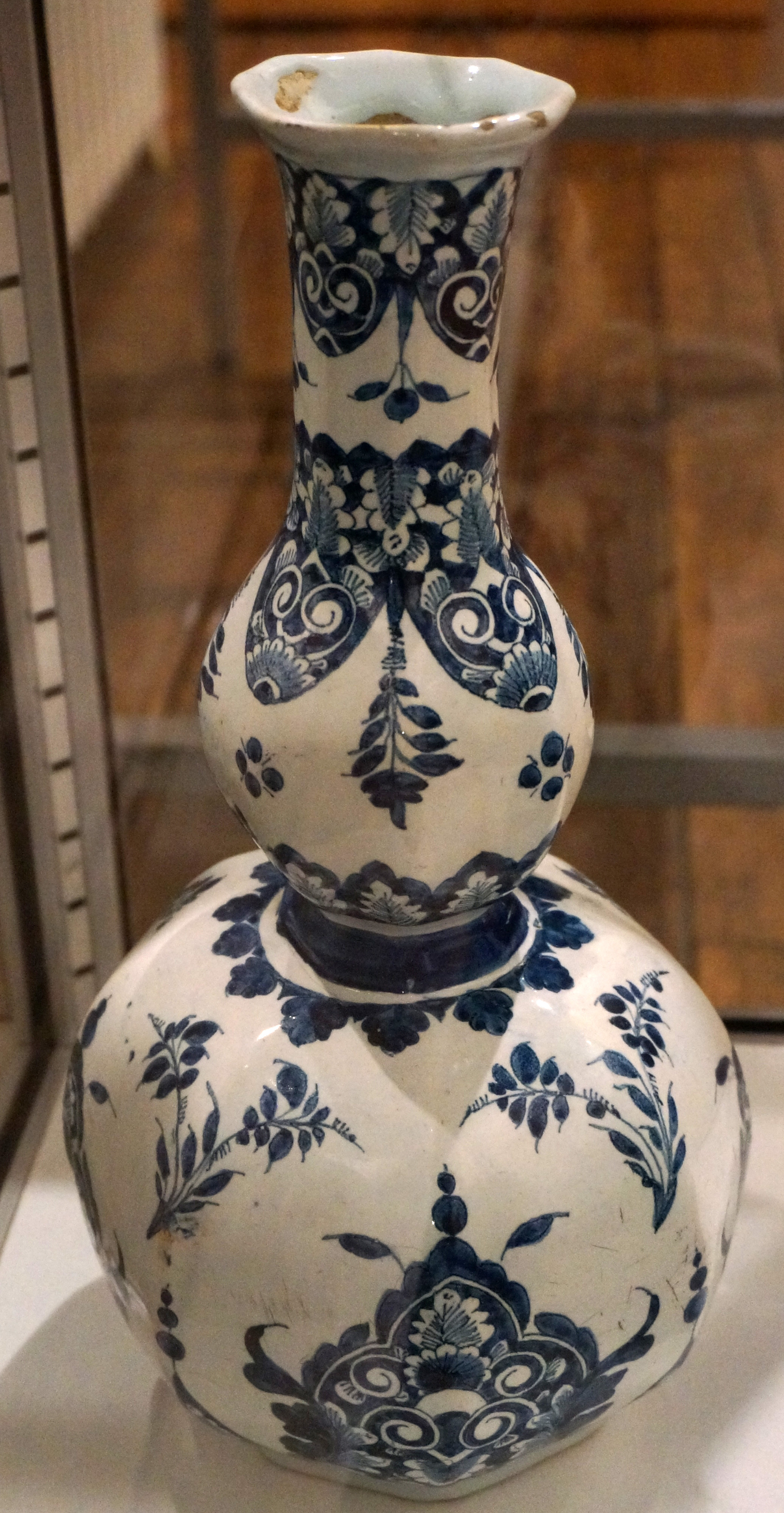
Bouteille, musée d'Art et d'Archéologie de Laon.

La faïence de Lille est une production céramique qui s'est développée dans la ville de Lille, dans le département du Nord, pour l'essentiel de la fin du XVIIe au début du XIXe siècle.

## Historique
La corporation des potiers existe à Lille depuis le XVe siècle, mais ce n'est qu'en 1696 qu'une première fabrique de faïence est créée par Jacques Febvrier, originaire de Tournai, et Jean Bossut, originaire de Gand. Elle emploie des artisans venus de Hollande, de Gand, de Rouen, de Nevers et se développe rapidement au début du XVIIIe siècle. Une seconde fabrique est fondée en 1711 par Barthélémy Dorez et son neveu Pierre Pélissier. Une troisième, spécialisée dans les carreaux façon Hollande est créée par Jean-Baptiste Wamps en 1740. D'autres fabriques de moindre importance ouvrent ensuite leurs portes, dont l'une créée par un Anglais, William Clarke de Newcastle, en 1773. Peu après, en 1784, Les Manufactures royales de Lille, créées par Arnould-François Durot et placées sous le patronage du Dauphin en 1786, sont parmi les premières à employer la houille pour chauffer les fours et fabriquer de la porcelaine dure. Mais au début du XIXe siècle, l'activité de création entre en déclin. La Manufacture royale du Dauphin ferme en 1817, les manufactures créées par Barthélemy Dorez et par Jean-Baptiste Wamps ferment vers 1820, celle créée par Jacques Febvrier ferme vers 1830. La faïencerie lilloise trouve toutefois un second souffle dans des productions plus industrielles avec la création de la Faïencerie de Fives Lille en 1864 par Gustave De Bruyn. Elle reste en activité jusqu'en 1962.
Les faïences traditionnelles produites à Lille, comme dans d'autres villes du Nord, subissent l'influence des créations flamandes et françaises, notamment de Delft et Rouen. Elles partagent d’ailleurs avec les Hollandais le gisement de Bruyelle, situé entre Tournai et Lille. Les carreaux de revêtement et les pots Jacquot et Jacqueline sont particulièrement typiques des productions lilloises.